# 宋士芳
宋士芳（1942年-）京劇琴師。生於中國哈爾濱，原為黑龍江省京劇院琴師，1987年被評為中國國家一級演奏員，2007年定居臺灣，2008年獲聘為國光劇團客席琴師，並曾出任臺灣戲曲學院京劇系兼任副教授。2011年獲得中國戲曲表演學會頒發之第六屆京劇藝術家「終身成就獎」，2013年7月獲中華民國教育部頒發年度技職教育的《資深技藝師傅獎》，2016年經黑龍京省文化廳評選為京劇界的非物質文化遺產傳承人。

## 生平
宋士芳15歲考入黑龍江省少年京劇團，1962年正式拜師汪本貞（裘盛戎琴師）與何順信（張君秋琴師）學習。曾為大陸多位名家如李鳴盛、程正泰、王玉敏、李萬春、吳吟秋、趙鳴華、孫毓敏、于魁智、楊乃朋、辛寳達、薛亞萍、李勝素、張建國等演出操琴；並為李鳴盛、薛亞萍、趙鳴華出版的音樂CD伴奏。
曾為數十齣新編京劇創作唱腔，並創作京胡協奏曲《梨園情》、《懷念》、以及《寶島隨想曲》(分三個樂章—寶島驚豔、體驗之旅、寶島春曉) ，另有兩首京歌《虞美人》、《烏夜啼》。曾先後八次獲中國國家級、省部級頒發之京胡獨奏、伴奏、音樂創作與藝術論文一等獎。
曾於1991年在北京、1992年在哈爾濱舉辦個人京胡獨奏音樂會。2002年、2003年兩度受邀在中國中央電視臺戲曲頻道「跟我學」節目，教授裘派花臉與張派青衣唱腔的京胡伴奏，播出二十集。2008年中央電視臺「戲曲采風」節目來臺灣為他攝製專輯，介紹他在臺灣從事的文化交流活動。2007年定居臺灣，2008年獲聘為國光劇團客席琴師。
2011年與天津交響樂團在天津、北京兩地合作，舉辦兩場個人京胡演奏音樂會，展演其創作的京胡協奏曲與京歌，以及為兩岸名家演唱各流派經典唱段伴奏。2017年於哈爾濱舉辦《京韻流芳--宋士芳舞臺生涯六十周年音樂會》，由黑龍江省文化廳主辦，黑龍江省京劇院協辦。

## 出版
2005年出版《宋士芳何派京胡藝術演示》DVD。
2007年出版《宋士芳京胡演奏藝術與琴譜集》。
2012年出版《宋士芳京胡演奏音樂會》DVD、《宋士芳原創作品展演集》音樂CD。
2016-17年出版《京韻流芳--宋士芳京胡流派經典伴奏系列》之《楊派伴奏光碟》及《馬裘李張四流派伴奏光碟》。
2018-19年應北京戲曲藝術職業學院邀請，錄製並出版 「大家絕藝錄」，講解並示範汪本貞先生之裘派伴奏藝術，以及何順信先生之張派伴奏藝術的影音光碟。

## 文獻清單
1. ↑  .   [2023-07-11]. （原始内容存档于2023-07-11）. 外部链接存在于|title= (帮助)
2. ↑  .   [2023-07-11]. （原始内容存档于2023-07-11）.
3. ↑  .   [2023-07-11]. （原始内容存档于2023-07-11）.